# GSC3156-2066
GSC3156-2066 — хімічно пекулярна зоря спектрального класу A2, що має видиму зоряну величину в смузі V приблизно  9,4.